# Tecelagem Parahyba
A Tecelagem Parahyba é uma importante fábrica têxtil da região do Vale do Paraíba e do Brasil. Localizada em São José dos Campos, hoje o complexo fabril abriga diversas empresas e departamentos públicos.

## O início[1]
A Tecelagem Parahyba S/A é uma das mais importantes indústrias de São José dos Campos.
A fábrica foi inaugurada em 1925, por um grupo de empresários portugueses, entre eles Ricardo Severo, sócio de Ramos de Azevedo.
Nesta época produzia apenas Brim.

## Olivo Gomes[2]
Olivo Gomes era corretor da bolsa de valores, trabalhava com corretagem de café e algodão. Com a quebra da bolsa em 29, Olivo Gomes foi convidado para analisar os ativos fixos da fábrica e atuar como consultor financeiro, passando em pouco tempo a cargo de gerente.
Em 1933, Olivo Gomes adquiriu os ativos da fábrica em acordo com Ricardo Severo e na condição de principal acionista se torna proprietário e presidente da Tecelagem Parahyba.
Ainda na década de 30 a fábrica recebe o benefício de 25 anos de isenção dos principais impostos. Nesta época a Tecelagem possuia em seu quadro 1.200 funcionários, produzia 170mil cobertores e 180mil metros de brim mensalmente.
Ainda na década de 40 a marca Cobertores Parahyba passou a dominar o mercado interno e aumentou consideravelmente suas exportações devido à Guerra, o que gerou altas margens de lucro para uma produção de 4 milhões de cobertores por ano.
Nos anos 50, Olivo Gomes decidiu transformar a fábrica  para a produção de cobertores de alto padrão. Então, ele foi para a Itália, na região de Firenze, a fim de contratar especialistas do Instituto Buzzi, da cidade de Prato. Olivo contrata diversos profissionais especializados em diferentes etapas da produção de cobertores, como fiação e tear.
Além dos italianos, Olivo também trouxe para o Brasil, maquinários europeus, que os italianos acabaram canibalizando com as máquinas que a fábrica já tinha. Mas como a mão-de-obra local não era capacitada, Olivo criou a escola de alfabetização da Tecelagem Parahyba, onde os funcionários eram alfabetizados e recebiam treinamento.
Em 1957, já bem fragilizado e doente, Olivo Gomes faleceu e deixou cinco filhos. Clemente Gomes, o mais velho acabou assumindo os negócios.

## A fábrica social
Olivo Gomes ficou conhecido na região como um empresário de vanguarda. Nos anos 40, Olivo Gomes à frente da Tecelagem Parahyba, decidiu construir vilas operárias, que foram destinadas a moradia dos diretores e técnicos. Seus projetos habitacionais nas imediações da fábrica promoviam a manutenção vigiada da mão-de-obra da Tecelagem.
Além da escola de alfabetização para os funcionários, a Tecelagem Parahyba também oferecia cursos preparatórios. Todos precisavam fazer o curso por três meses, fazer a prova e se passasse seria contratado para trabalhar em uma das seções da fábrica.
A Tecelagem Parahyba também tinha parceria com colégios particulares de São José dos Campos para oferecer bolsa para filhos de funcionários.
A fábrica também disponibilizava atendimento médico, odontológico, farmácia, supermercado e até cabeleireiro para seus funcionários.

## A marca fortalecida pela publicidade
Com Clemente Gomes à frente da empresa, os negócios continuaram a crescer na década de 60, principalmente pelo alto investimento em publicidade. A marca Cobertores Parahyba estava presente em revistas, rádios, feiras, brindes e patrocínio de eventos e esportes. Foi quando foi ao ar pela primeira vez a campanha publicitária mais famosa do Brasil, que marcou gerações com o jingle “Já é hora de dormir”, com arranjo de Erlon Chaves e voz de Lourdinha Pereira. Todas as noites, às nove horas em ponto ia ao ar na TV Tupi a chamada do jingle para que as mães colocassem as crianças para dormir, pois a programação não era adequada.
"Já é hora de dormir,
Não espere a mamãe mandar,
Um bom sono para você
E um alegre despertar..."

## O auge
Com Clemente ainda à frente dos negócios, nos anos 70 a fábrica dominava mais de 70% do mercado nacional e exportava para mais de 90 países, com linhas assinadas por Pierre Cardin, Pierre Balmain e Maurício de Sousa da Turma da Mônica.
Nesta época Severo Gomes, irmão de Clemente, formado em direito, rumou para a política assumindo pela segunda vez um ministério, o da Indústria e do Comércio do governo Geisel, deixando em segundo plano a fábrica em São José dos Campos.

## A mansão e as fazendas
Durante os anos dourados da fábrica, a família Gomes investiu também em agricultura e agropecuária, acumulando diversas fazendas na região e também em outros estados do Brasil.
Na fazenda Sant'ana do Rio Abaixo, adjacente à fábrica, a família construiu uma mansão durante as décadas de 50 e 70. Na casa aconteciam grandes eventos sociais e diversos artistas brasileiros eram convidados a se apresentar no local.
O projeto arquitetônico da casa foi desenvolvido pelo arquiteto Rino Levi. A pigmentação e pintura foram realizadas por Francisco Rebolo.
O projeto paisagístico foi projetado por Roberto Burle Marx.

## O fim da Tecelagem
Em 1982, com o fim do milagre econômico o país passa a ter dificuldades, e a Tecelagem Parahyba acabou entrando em crise, pediu sua primeira concordata, avaliou e hipotecou bens para adquirir empréstimos.
As dívidas se tornaram insustentáveis causando a paralisação dos funcionários, que já estavam sem receber salário há um ano. Na tentativa de salvar a empresa o sindicato passou a comandar a empresa e dentro de oito meses conseguiram quitar as dívidas com os funcionários, mas após cumprirem o acordo tiveram que devolver a administração para a família Gomes.
Nos anos 90 as dívidas com ICMS, FGTS, Imposto de Renda e IPTU somavam 50 milhões de dólares, inviabilizando inclusive o pagamento de salários.
O afastamento de Clemente Gomes da direção da fábrica e a morte acidental de Severo Gomes, obrigou a família Gomes entregar o complexo fabril e parte do maquinário ao BNDES para a quitação da dívida com o Estado de São Paulo e a área da residência para a Prefeitura Municipal de São José dos Campos para quitar as dívidas de FGTS.

## Atualidade
Após uma revitalização da marca, os Cobertores Parahyba voltaram à ativa. Hoje em dia a fábrica de São José dos Campos voltou a funcionar e os famosos cobertores são distribuídos para todo o Brasil.
Eles também distribuem através de uma loja online: https://cobertoresparahyba.commercesuite.com.br